# Can't Be Tamed
Can't Be Tamed è il terzo album in studio della cantante statunitense Miley Cyrus, pubblicato il 18 giugno 2010 dall'etichetta discografica Hollywood Records.
Il primo singolo estratto dall'album, l'omonimo Can't Be Tamed, è stato pubblicato il 18 maggio 2010 e si è posizionato nella top 20 di varie classifiche internazionali. L'album, che si presenta come un progetto più  dance e dunque diverso da quello degli album precedenti, ha debuttato alla posizione numero 3 negli Stati Uniti, vendendo circa 102 000 copie nella sua prima settimana di pubblicazione ed è sceso di sei posizioni  la settimana successiva, vendendo 32 000 copie aggiuntive (il 68% in meno della settimana di debutto). Every Rose Has Its Thorn è una cover dell'omonimo brano dei Poison.

## Descrizione
(Miley Cyrus spiega il concept e le tematiche di Can't Be Tamed)
Ha inoltre dichiarato che questo tipo di musica non è la sua ispirazione e il modo in cui dovrebbe essere, e spera che questo sia il suo ultimo album pop.

## Accoglienza
| Recensione           | Giudizio |
| -------------------- | -------- |
| AllMusic             |          |
| Entertainment Weekly | B-       |
| PopMatters           | 2/10     |
| The Guardian         |          |
| Rolling Stone        |          |

Can't Be Tamed ha ottenuto recensioni miste da parte dei critici musicali. Su Metacritic, sito che assegna un punteggio normalizzato su 100 in base a critiche selezionate, l'album ha ottenuto un punteggio medio di 48 basato su nove recensioni.

## Tracce
1. Liberty Walk – 4:06 (Miley Cyrus, Antonina Armato, Tim James, John Fase, Michael McGinnis, Nick Scapa)
2. Who Owns My Heart – 3:34 (Miley Cyrus, Antonina Armato, Tim Price)
3. Can't Be Tamed – 2:48 (Miley Cyrus, Antonina Armato, Tim James, Paul Neumann, Marek Pompetzki)
4. Every Rose Has Its Thorn – 3:50 (Bret Michaels, C.C. DeVille, Bobby Dall, Rikki Rockett)
5. Two More Lonely People – 3:11 (Miley Cyrus, Antonina Armato, Angie Aparo, Brandon Jane, Kevin Kadish)
6. Forgiveness and Love – 3:27 (Miley Cyrus, Antonina Armato, Tim James, Adam Schmalholz)
7. Permanent December – 3:35 (Miley Cyrus, John Shanks, Claude Kelly)
8. Stay – 4:22 (Miley Cyrus, John Shanks)
9. Scars – 3:43 (Miley Cyrus, John Shanks)
10. Take Me Along – 4:08 (Miley Cyrus, John Shanks)
11. Robot – 3:44 (Miley Cyrus, John Shanks)
12. My Heart Beats For Love – 3:42 (Miley Cyrus, John Shanks, Hillary Lindsey, Gordie Sampson)

Traccia aggiunta nell'edizione digitale
1. Can't Be Tamed – 4:01 (Miley Cyrus, Antonina Armato, Tim James, Paul Neumann, Marek Pompetzki)

### Miley Cyrus: Live from London

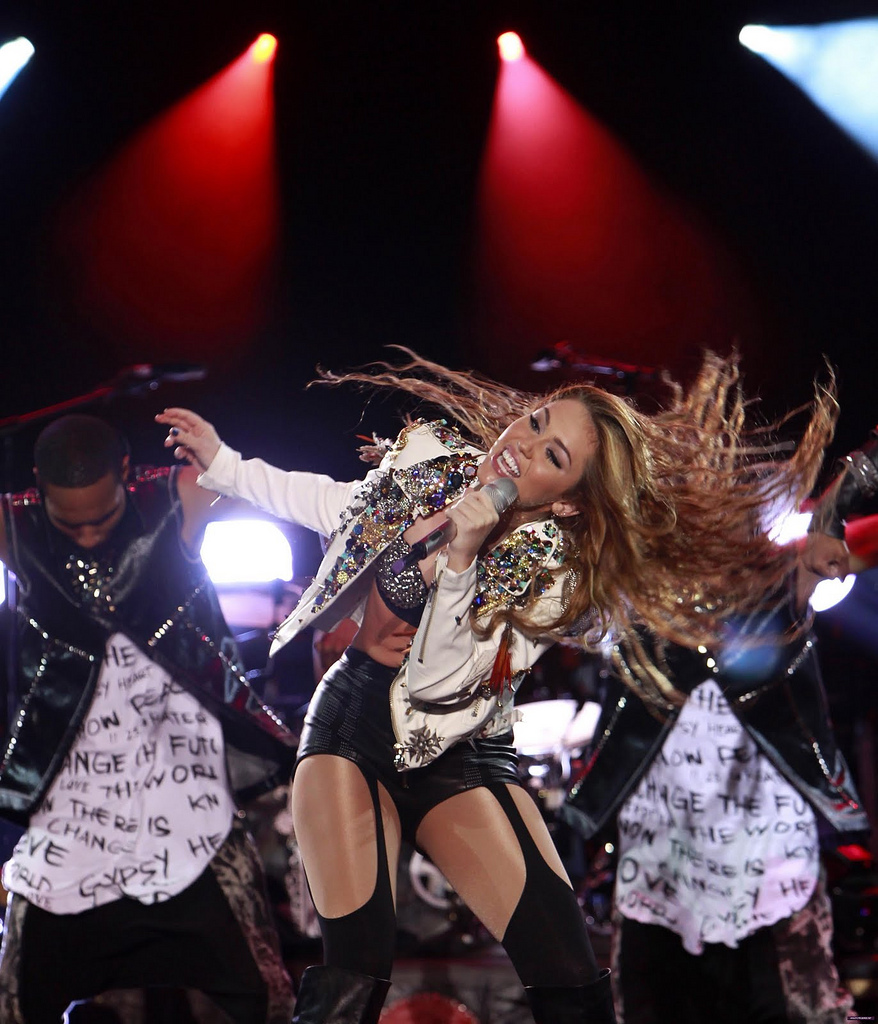
Miley Cyrus interpreta Liberty Walk al concerto di Pasay (Filippine) del Gypsy Heart Tour

In contemporanea con l'uscita dell'edizione standard, è uscita anche l'edizione deluxe dell'album con un intero concerto di Miley tenuto a Londra all'O2. La setlist è formata da 19 canzoni provenienti dagli album Breakout, Hannah Montana 3, Hannah Montana: The Movie e The Time of Our Lives. Oltre il concerto, il video contenuto nel DVD mostra anche backstage, Miley in giro per Londra e cambi di costume. Ci sono inoltre contenuti extra per il computer.
Tracce DVD
1. Hello London / Wanna Hear My Fingers Crack?
2. Breakout
3. Start All Over
4. 7 Things
5. Kicking and Screaming
6. It's More About the Music Here
7. Bottom of the Ocean
8. You Have to Buy It"
9. Fly on the Wall
10. Let's Get Crazy
11. Hoedown Throwdown
12. Not Sure if the Queen Jams Out
13. These Four Walls
14. I Don't Do Hats
15. When I Look at You
16. Obsessed
17. The Show Can't Go On / Back Stage at the O2
18. SpotLight
19. G.N.O. (Girl's Night Out)
20. I Love Rock 'n' Roll
21. Party in the U.S.A.
22. Hovering (feat. Trace Cyrus)
23. This Is How We Roll
24. Simple Song
25. See You Again
26. The Climb
27. End Credits

## Classifiche

### Classifiche settimanali
| Classifiche (2008) | Posizione massima |
| ------------------ | ----------------- |
| Australia          | 4                 |
| Austria            | 2                 |
| Belgio (Fiandre)   | 8                 |
| Belgio (Vallonia)  | 7                 |
| Canada             | 2                 |
| Danimarca          | 25                |
| Finlandia          | 41                |
| Francia            | 13                |
| Germania           | 4                 |
| Grecia             | 3                 |
| Irlanda            | 5                 |
| Italia             | 4                 |
| Messico            | 10                |
| Norvegia           | 8                 |
| Nuova Zelanda      | 2                 |
| Paesi Bassi        | 31                |
| Portogallo         | 1                 |
| Repubblica Ceca    | 8                 |
| Regno Unito        | 8                 |
| Spagna             | 1                 |
| Stati Uniti        | 3                 |
| Svezia             | 21                |
| Svizzera           | 3                 |
| Ungheria           | 10                |

### Classifiche di fine anno
| Classifica (2010) | Posizione |
| ----------------- | --------- |
| Austria           | 75        |
| Francia           | 172       |
| Germania          | 99        |
| Stati Uniti       | 130       |
| Ungheria          | 68        |